# Tiroteo en la escuela secundaria St. Pius X
El Tiroteo en la escuela secundaria St. Pius X ocurrió el 27 de octubre de 1975 en la escuela secundaria St. Pius X de Ottawa, Ontario. Fue el segundo tiroteo escolar registrado en Canadá.  El pistolero, Robert Poulin, un estudiante de 18 años de St. Pius X,  abrió fuego contra sus compañeros con una escopeta, mató a un compañero de 17 años llamado Mark Hough e hirió a otros cinco antes de suicidarse con un único disparo en la cabeza. Ese mismo día, Poulin había violado y sodomizado a una joven esrilanquesa de 17 años llamada Kim Rabot en su propia habitación antes de apuñalarla hasta la muerte. Esa tarde había viajado al instituto St. Pius X para emprender su matanza.
Poulin procedía de una familia de militares y tenía sus propias aspiraciones militares, habiendo comentado repetidamente a sus padres su deseo de convertirse en piloto de la Real Fuerza Aérea Canadiense. Su condición física y su inmadurez psicológica frustraron en gran medida sus aspiraciones, por lo que fue rechazado en el programa de formación de oficiales al que se presentó. Entre sus problemas físicos figuraban una mala vista y una deformidad en el pecho.
Poulin había tenido tendencias suicidas al menos tres años antes de su ataque y estaba obsesionado con el sexo y la pornografía, habiendo escrito repetidamente en sus diarios sobre su deseo de experimentar el sexo antes de morir.
Más tarde se escribió un libro sobre el incidente titulado Rape of a Normal Mind (Violación de una mente normal).